# Saint-Sulpice-de-Grimbouville
Saint-Sulpice-de-Grimbouville -hasta el 14 de marzo de 1991 Saint-Sulpice-de-Graimbouville- es una localidad y comuna francesa situada en la región de Alta Normandía, departamento de Eure, en el distrito de Bernay y cantón de Beuzeville.

## Demografía
| 109 | 83 | 95 | 136 | 159 | 142 |
| Para los censos de 1962 a 1999 la población legal corresponde a la población sin duplicidades (Fuente: INSEE [Consultar]) |    |    |     |     |     |